# 多花胡枝子
多花胡枝子（学名：Lespedeza floribunda）为豆科胡枝子属下的一个种。

## 扩展阅读
- 維基物種上的相關：多花胡枝子